# Варано-Борги
Варано-Борги (итал. Varano Borghi) — коммуна в Италии, располагается в провинции Варесе области Ломбардия.
Население составляет 2194 человека, плотность населения составляет 731 чел./км². Занимает площадь 3 км². Почтовый индекс — 21020. Телефонный код — 0332.
Покровителем коммуны почитается святой апостол Андрей Первозванный, празднование 30 ноября.